# Isochrysidales
Az Isochrysidales a Prymnesiophyceae egyik taxonja.
Mint kokkolitképző csoport, dimetilszulfoniopropionátot termel, ezt egyes fajai metiltiopropionáttá, mások dimetil-szulfiddá bontják.

## Történet
1910-ben írta le Pascher.
A Gephyrocapsa huxleyi magi genomját 2013-ban szekvenálták.
Richter et al. 2019-ben, Wang et al. 2021-ben geokémiai és paleoklimatológiai lehetőségeiről számoltak be.

## Morfológia
Egy átmeneti lemezzel rendelkező átmeneti zónája közepes, az Isochrysis összetett gyűrűs válaszfala a Prymnesiales és a Phaeocystis kloroplasztisz alatti disztális lemezeivel nem rokon.
Kloroplasztiszai részben vagy egészben betüremkedő pirenoidokkal rendelkeznek.
Egyes fajai kokkolitjai közt lehetnek murolitok (például Crepidolithus crassus) és lopadolitok (például Scyphosphaera apsteinii) is.

### Morfotípusok
Egy gyakori fajának, a Gephyrocapsa huxleyinak 7 kokkoszféra-morfotípusát és 1 „túlmeszesedett” változatát írták le.

## Élőhely
Tengerben és édesvízben is élnek fajai. 3 csoportra osztják élőhely alapján, az 1. csoport édesvízi, a 2. brakkvízi és torkolati, a 3. nyílt óceáni fajokból áll.
Egyes fajai, például a Gephyrocapsa huxleyi gyakran nagy virágzásokat alkotó kozmopolita faj.
Gyakori a mély klorofillmaximumban.

## Életciklus
A 2i csoport életciklusa a Gephyrocapsa huxleyiétól eltér abban, hogy cisztákat alkotva az üledékben nyugalmi állapotba kerül, míg a G. huxleyi télen nem kerül nyugalmi állapotba, hanem elhal, és a tengerfenékre kerülve lebomlik.
A Noelaehabdaceae életciklusa heteromorf haplodiploid ciklus, ahol a diploid fázis meszes kokkolitokat alkot, míg a haploid nem meszesül.

## Jelentőség

### Paleoklimatológia
Kizárólag az Isochrysidales termel alkenonokat, ezek legalább 2 (E)-konfigurációjú kettős kötésű ketonok.
A jégben élő 2i klád fajai által termelt alkenonok a tengeri jég elterjedését tükrözik. Mivel sok metil-pentatriakontatetraenil-ketont termelnek, a hőmérsékleti becsléseket csökkentik. E klád eurihalin és számos arktikus tengeri környezetben élni tud. Az ez alkenon által okozott hőmérsékletmérési anomália 5 °C is lehet. Mennyiségük pozitív korrelációt mutat a tengerjég-koncentrációval.
A heptatriakontatetraén-2-on aránya megbízható és szenzitív tengerjég-indikátor, mely képes a kvantitatív tengerjég-rekonstrukcióra. Ez arány képes a 2i csoportba tartozó fajok arányát megmutatni. Szemben a mikrofosszíliákkal, például a kovamoszatokkal, nem oldódnak vízben, a termelési és szedimentációs sebességtől függetlenek az IP25-tel (25 szénatomos izoprénszármazékok) szemben, helyspecifikusak más proxikkal, például a metánszulfonsavval vagy a tengeri sóval szemben.
Az 1. csoport más alkenonokat, például heptatriakontatrién-2-onokat is termel fajonként közel azonos mennyiségben, az oktatriakontatrién-3-onok és nonatriakontatrién-3-onok mennyisége fajonként változóbb.
Az alkenonokat lipidtestekben tárolják és energiatárolásra használják, glicerolipideket, például triglicerideket nem termelnek.

### A légköri kén forrása
Egyes fajai, például a Gephyrocapsa huxleyi dimetilszulfoniopropionátból dimetil-szulfidot állítanak elő, ezek a légköri kén legnagyobb forrásai.

### Lárvaeledelként
Az Isochrysidales egyes fajait, például az Isochrysis galbanát kagylólárva-eledelként használják az akvakultúrában.

## Filogenetika
3 fő csoportjuk van, ezen belül a 2. csoportban megkülönböztethető a jégben élő 2i klád is. Bár az 1. csoport alkenonjai hasonlók, nagyobb genetikai diverzitásuk van, és a 3. csoport közelebbi rokonjai.

## Genomika
A Gephyrocapsa huxleyi magi genomját 2013-ban szekvenálták.
Az Isochrysis galbana kloroplasztiszgenomját 2020-ban szekvenálták.

## Evolúció
Mintegy 50 millió évvel ezelőtt jelentek meg, kokkolitmorfológiái igen sokszínűek, és csak egy klád, az Isochrysidaceae esetén ismert szekunder elvesztésük.